# 고베르나도르발라다레스
고베르나도르발라다레스(포르투갈어: Governador Valadares)는 브라질 중부 미나스제라이스주에 있는 도시이다.